# Grace Zabriskie
Pour les articles homonymes, voir Zabriskie.
Grace Zabriskie est une actrice américaine, née le 17 mai 1941 à La Nouvelle-Orléans.

## Filmographie

### Cinéma
- 1978 : They Went That-A-Way & That-A-Way (en) : Lem's Wife
- 1979 : Norma Rae de Martin Ritt : Linette Odum
- 1981 : The Private Eyes : Nanny
- 1981 : La Galaxie de la terreur (Galaxy of Terror) : Trantor
- 1982 : Officier et gentleman (An Officer and a Gentleman) de Taylor Hackford : Esther Pokrifiki
- 1984 : Nickel Mountain : Ellie Wells
- 1984 : Body Rock : mère de Chilly
- 1987 : Big Easy : Le Flic de mon cœur (The Big Easy) : Mama
- 1987 : Leonard Part 6 : Jefferson
- 1988 : Le Sang du châtiment (Rampage) de William Friedkin : Naomi Reece
- 1988 : État de choc (The Boost) : Sheryl
- 1989 : Drugstore Cowboy de Gus Van Sant : mère de Bob
- 1990 : Megaville : Mme Panilov
- 1990 : Sailor & Lula (Wild at Heart) de David Lynch : Juana Durango
- 1990 : Chucky, la poupée de sang (Child's Play 2) : Grace Poole
- 1991 : Double enfer (Servants of Twilight) de Jeffrey Obrow (en) : Grace Spivey
- 1991 : Ambition : Mlle Merrick
- 1991 : My Own Private Idaho de Gus Van Sant : Alena
- 1991 : Le secret est dans la sauce (Fried Green Tomatoes) : Eva Bates
- 1992 : The Waterdance : Pat
- 1992 : Les Aventures de Zak et Crysta dans la forêt tropicale de FernGully (FernGully: the Last Rainforest) : Magi Lune (voix)
- 1992 : Twin Peaks: Fire Walk with Me de David Lynch : Sarah Palmer
- 1992 : Chain of Desire : Linda Bailey
- 1993 : Even Cowgirls Get the Blues de Gus Van Sant : Mme Hankshaw
- 1994 : The Crew : Gloria Pierce
- 1994 : The Last Laugh : Louise
- 1994 : Annie's Garden : Mme Barnes
- 1994 : Drop Zone : Winona
- 1995 : Desert Winds : mère de Jackie
- 1995 : The Passion of Darkly Noon : Roxy
- 1996 : La Couleur du destin (A Family Thing) : Ruby
- 1996 : Bastard Out of Carolina : Mamie
- 1997 : Psycho Sushi : grand-tante
- 1997 : George B. : la mère
- 1997 : Seed : voix de la mère
- 1997 : Dead Men Can't Dance : Brig. Gen. Burke
- 1997 : Sparkler : Sherri
- 1998 : Dante's View : Geraldine
- 1998 : Armageddon de Michael Bay : Dottie
- 1999 : Trash : Mme DeMarie
- 1999 : A Texas Funeral : Murtis
- 1999 : Me and Will : Edith
- 2000 : A Fate Foretold : Olga
- 2000 : Puppy Love : Jeanette Foley
- 2000 : Home the Horror Story : Grace Parkinson
- 2000 : 60 secondes chrono (Gone in Sixty Seconds) : Helen Raines
- 2001 : They Crawl : Mme Gage
- 2002 : R.S.V.P. : Mary Franklin
- 2002 : Sans motif apparent (The House on Turk Street) de Bob Rafelson : Mme Quarre
- 2003 : The Wind Effect : Allison
- 2004 : The Last Letter : Mme Allison
- 2004 : Chrystal : Gladys
- 2004 : The Grudge de Takashi Shimizu : Emma Williams
- 2006 : Brothel : Madame
- 2006 : Inland Empire de David Lynch : visiteuse no 1
- 2013 : Wrong Cops : mère de Duke
- 2019 : Polaroid de Lars Klevberg : Lena Sable

### Télévision
- 1978 : The Million Dollar Dixie Deliverance (TV) : Widow Cummins
- 1979 : The Concrete Cowboys (TV) : Mme Barnaby
- 1979 : Freedom Road (TV) : Ruth Lait
- 1980 : Blinded by the Light (TV)
- 1981 : À l'est d'Éden (East of Eden) (feuilleton TV) : Mme Ames
- 1982 : Le Chant du bourreau (The Executioner's Song) (TV) : Kathryne Baker
- 1983 : One Too Many (TV) : Mme Linton
- 1983 : Le Combat de Candy Lightner (M.A.D.D.: Mothers Against Drunk Drivers) (TV) : Silvie Alice Kohler
- 1984 : My Mother's Secret Life (TV) : Maggie Ryan
- 1984 : Autopsie d'un crime (The Burning Bed) (TV) : Flossie Hughes
- 1985 : North Beach and Rawhide (TV) : Hearings Officer
- 1985 : Shadow Chasers (TV) : Mary Komatar
- 1985 : Santa Barbara (série télévisée) : Theda Bassett
- 1987 : Hollywood Mistress (TV) : Deanie
- 1988 : La Mort à retardement (My Father, My Son) (TV) : Mouza
- 1988 : Shooter (en) (TV) : Sœur Marie
- 1989 : The Ryan White Story (TV) : Gloria White
- 1989 : Un silence coupable (A Deadly Silence) (TV) : Psychologue
- 1990 : Un psy très spécial (Hometown Boy Makes Good) (TV) : Helen Geary
- 1990 : Twin Peaks (série TV) : Sarah Palmer
- 1991 : Femmes sous haute surveillance (Prison Stories: Women on the Inside) (TV) : Geneviève
- 1991 : Blood Ties (TV) : la femme
- 1992 : Intimate Stranger (TV) : Dana P. Ashley
- 1992 : La Maison du mensonge (A House of Secrets and Lies) (TV) : Ruby
- 1993 : Le Triomphe de l'amour (Bonds of Love) (TV) : Emma Smith
- 1993 : Miracle Child (TV) : Adeleine Newberry
- 1993 : Black Widow Murders: The Blanche Taylor Moore Story (TV) : Ethel
- 1993 : Banner Times (TV) : Momma
- 1993 : Double Deception (TV)
- 1995 : Crazy for a Kiss (TV) : Pearl Kinross
- 1995 : La Croisée des destins (Children of the Dust) (TV) : Rose
- 1996 : En souvenir de Caroline (A Promise to Carolyn) (TV) : Francie Harper
- 1996 : Murder at My Door (TV) : Grandma
- 1997 : The Devil's Child (TV) : Rose DeMarco
- 1998 : Houdini (en) (TV) : Modèle:MMe Weiss
- 2002 : Éternelle jeunesse (The Glow) (TV) : Sylvia
- 2002 : John Doe : Yellow Teeth
- 2003 : Charmed (saison 5 épisodes 16 et 20) : Crone, une vieille sorcière
- 2016 : Outcast  : Mildred
- 2017 : Santa Clarita Diet : Mme Bakavic
- 2017 : Twin Peaks (saison 3) : Sarah Palmer
- 2018 : L'Aliéniste (saison 1) : Mrs Moore

### Jeux Video
- 2022: The Quarry de Supermassive Games et 2K : Elisa Vorez